# Men Boxing
Men Boxing er en amerikansk kort stumfilm fra 1891 af produceret af William Kennedy Dickson og William Heise for Edison Manufacturing Company. Filmen viser to medarbejdere på Edison Manufacturing Company, der foregiver at sparre i en boksering. 
Filmen, hvis længde er 12 fod (ca. 3,6 meter), blev indspillet mellem maj og juni 1891 ved Edison Laboratory Photographic Building i West Orange i New Jersey med et Edison-Dickson-Heise eksperimentelt kamera ved hjælp af en 19 mm bred film af en type, der ikke tidligere var blevet anvendt. Et eksemplar af filmen er bevaret i det amerikanske Library of Congress filmarkiv.